# Banaro
Banaro, papuansko pleme sa srednjeg toka rijeke Keram, pritoke Sepika, danas u dva sela u provincijama Madang i East Sepik na Novoj Gvineji. Jezično pripadaju široj skupini Ramu, porodici Sepik-Ramu. Populacija im 1991. (prema SIL-u) iznosi 2,484. Proučavao ih je etnolog Richard Thurnwald (1869-1954). 
Banaro su organizirani u nekoliko egzogamnih patriklanova, svaki podijeljen na dva pod-klana. Obitelji žive u komunalnim kućama podijeljenim na odjeljke za svaku nuklearnu obitelj, i svaka podijeljena na dvoje za svaki od dva klanska pod-klana. 
Žive od poljodjelstva, odnosno uzgoja yama, sagoa, banana, taroa, te uzgoja svinja i ribolova.
U prošlosti su imali četiri sela, po dva na svakoj strani Kerama.

## Povezane stranice
- Banaro jezik

## Vanjske poveznice
- Banaro